# Fred F. Fielding
Fred Fisher Fielding, né le 21 mars 1939 à Philadelphie, est un avocat américain. Il est le conseiller juridique de la Maison-Blanche auprès du président George W. Bush de 2007 à 2009.
Ancien senior partner de la société Wiley Rein LLP (anciennement Wiley Rein & Fielding), un cabinet d'avocat de Washington, il travaille pour le gouvernement américain à plusieurs occasions au cours de sa carrière.

## Biographie
Un des assistants conseillers du président Richard Nixon de 1970 à 1972, il est l'adjoint de John Dean, le conseiller de la Maison-Blanche en titre durant le scandale du Watergate. Il est une première fois conseiller de la Maison-Blanche sous la présidence de Ronald Reagan de 1981 à 1986. Fielding fait également partie du tribunal chargé de régler le différend sur le traité aérien entre les États-Unis et la Grande-Bretagne (1989-1994), il est membre de la Commission sur la réforme des lois fédérales sur l'éthique en 1989, membre de la Task Force du département des Transports sur les désastres aériens (1997-1998) et membre de la Commission nationale sur les attaques terroristes contre les États-Unis, plus communément appelée Commission du 11 septembre (9/11 Commission). En 2007, un article du New York Times affirme qu'il aurait été l'un des cadres et le conseil juridique de la compagnie militaire privée Blackwater USA, qui a reçu plus d'un milliard de dollars de commandes, principalement en gré à gré, par le département de la Défense.
Fielding serait un proche du vice-président Dick Cheney, qu'il connait depuis des années et auquel il aurait servi de conseil de manière informelle. Michael Luttig, un ancien juge fédéral qui a travaillé avec Fielding dans l'administration Reagan et est resté proche de lui a déclaré : « Il a une vue ferme, claire, des prérogatives de l'Exécutif mais il comprend aussi bien que quiconque à Washington la nécessité constitutionnelle du compromis. Il n'est pas le genre de personne à prendre des positions absolutistes et ensuite conduire la présidence et le pouvoir exécutif dans l'abîme. Il a du jugement. »

Fielding est le président du National Legal Center for the Public Interest.

## Soupçons d'être «Gorge profonde»
En avril 2003, une équipe d'étudiants en journalisme dirigée par le professeur William Gaines conduisit une étude détaillée des sources matérielles de l'affaire du Watergate les amenant à conclure que Fielding était « Gorge profonde », le pseudonyme donné à leur source par les deux journalistes du Washington Post Bob Woodward et Carl Bernstein qui ont conduit à la révélation du scandale et à la démission du président Nixon. Plusieurs années auparavant, l'ancien chef de cabinet de la Maison-Blanche de Richard Nixon, Bob Haldeman, était aussi arrivé à la même conclusion. 
Cela se révéla faux quand l'ancien haut responsable du FBI, W. Mark Felt, annonça en mai 2005 qu'il était « Gorge profonde », information rapidement confirmée par Woodward, Bernstein et le rédacteur en chef du Washington Post Ben Bradlee dans une déclaration publiée dans le journal.